# Tête du Lévanchy
Tête du Lévanchy är en bergstopp i Schweiz. Den ligger i distriktet Aigle och kantonen Vaud, i den sydvästra delen av landet, 70 km söder om huvudstaden Bern. Toppen på Tête du Lévanchy är 1 878 meter över havet.